# 黄友义
黄友义（1953年6月—），男，回族，中华人民共和国翻译家，曾任中国外文局副局长、总编辑、中国翻译协会副会长兼秘书长，第十一届全国政协委员。

## 生平
1970年12月加入中国共产党。2008年，当选第十一届全国政协委员，代表对外友好界，分入第四十七组。并担任外事委员会专委。中国国家主席英文名称由chairman改为president既是他主张的结果。